# Harold Ashby
Pour les articles homonymes, voir Ashby.
Harold Ashby (Harold Kenneth Ashby) est un saxophoniste ténor et clarinettiste américain né à Kansas City (Missouri) le 27 mars 1925, mort le 13 juin 2003 à New York.
Il débute à la clarinette, puis adopte le ténor à l'armée.
Il accompagne tour d'abord des chanteurs de blues (Al Smith, Otis Rush, Jimmy Witherspoon) puis est engagé par Mercer Ellington avant de rejoindre successivement Count Basie (sans enregistrement), Duke Ellington (1963), sporadiquement tout d'abord, puis définitivement en 1968 pour remplacer Jimmy Hamilton, et après la mort du chef, de nouveau Mercer pour quelque temps.
Parallèlement et par la suite, il enregistre avec de nombreux leaders, dont Milt Hinton, Ben Webster, Johnny Hodges, Benny Golson et sous son propre nom.
Entre la délectation paresseuse d'un Ben Webster, son premier inspirateur, et le déchaînement de Paul Gonsalves, son voisin de pupitre, Harold Ashby pratique un jazz tempéré. Il a été un des derniers représentants des phalanges ellingtoniennes, faisant assaut d'élégance avec les nouvelles générations, en particulier Scott Hamilton.

## Discographie
- Born to swing (1959) (Master Jazz)
- Presenting Harold Ashby (1978) (Progressive)
- The viking (1988) (Gemini)
- What am I here for? (1990) (Criss Cross)
- I'm old fashioned (1991) (Stash)
- On the sunny side of the street (1993) (Timeless)
- Just for you (1999) (Mapleshade)
- Scufflin (1978) (Black & Blue)